# Schöpfungshöhe
Die Schöpfungshöhe, Gestaltungshöhe oder Werkhöhe ist ein Kriterium, das im Urheberrecht urheberrechtlich geschützte Werke von solchen Leistungen abgrenzt, die keinem urheberrechtlichen Schutz unterliegen, insbesondere solchen, die dadurch gemeinfrei sind. Die Notwendigkeit einer solchen Abgrenzung in jeder Rechtsordnung beruht darauf, dass das zentrale internationale Abkommen zum Urheberrecht, die Revidierte Berner Übereinkunft, den Begriff Werk voraussetzt und lediglich Werkarten definiert. „Die Prüfung im Einzelfall, was als Werk anzusehen ist“, bestimmt sich „nach dem Recht des Schutzlands“, also der Rechtsordnung, in der eine Rechtsverletzung geltend gemacht werden soll.
In vielen Rechtsordnungen wird diese Schwelle unter die Begriffe Individualität oder Originalität gefasst. Für das deutsche Urheberrecht prägte Else Meißner in den 1920er Jahren das spezielle Konzept der Gestaltungshöhe in Anlehnung an die Erfindungshöhe im Patentrecht. Eugen Ulmer verbreitete 1959 diese Vorstellung. Das Konzept galt für die angewandte Kunst und arbeitete eine besondere Abgrenzung zwischen Urheberrecht und dem damaligen Gebrauchsmusterschutz heraus. Davon ausgehend hat die Rechtsprechung das Konzept auf alle Bereiche des Urheberrechts übertragen und die Schwelle je nach Werkart festgesetzt. In der Folge wurde die Gestaltungs- oder Schöpfungshöhe „ein fester Bestandteil“ der Urheberrechtsdebatte; sie bestimmte „die Untergrenze des Urheberrechtsschutzes“.
Am 13. November 2013 entschied der Bundesgerichtshof, an seiner Jahrzehnte lang vertretenen, bisherigen Rechtsprechung nicht mehr festhalten zu wollen und angewandte Kunst nicht mehr speziell zu behandeln.

## Geistesgeschichtliche Hintergründe
Die zentralen Wertungen des Urheberrechts werden in verschiedenen Rechtstraditionen auf im Wesentlichen zwei unterschiedliche Begründungen zurückgeführt:

### Naturrechtlicher Eigentumsbegriff
Rechte an veröffentlichten Werken wurden zunächst durch Privilegien des jeweiligen Landesherrn eingeführt. Seit dem 16. Jahrhundert erkannten die Drucker und Verleger durch ihre Zünfte und Gilden sich gegenseitig Rechte an und versuchten, sich so vor Nachdrucken der Konkurrenz zu schützen. Im 18. Jahrhundert etablierte sich die Vorstellung eines geistigen Eigentums. Werke sind ihr zufolge Produkte geistiger, wie Sachen (in der Regel) Produkte körperlicher Arbeit sind. Sieht man wie ein Teil der älteren Naturrechtslehre (sehr einflussreich in den USA war insbesondere John Locke) den Grund des Eigentumsschutzes darin, dass Eigentum ein Produkt von Arbeit ist, liegt es nahe, die Gleichbehandlung von geistiger und körperlicher Arbeit zu fordern („geistiges Eigentum“). Diese traditionelle Common-Law-Position wird mit den Worten Sweat of the brow („Schweiß des Angesichts“) oder auch skill and labour („Fähigkeit und Aufwand“) umschrieben. Ihr zufolge ist harte Arbeit, also ein erheblicher Aufwand, Grundlage des urheberrechtlichen Schutzes; Kreativität ist nicht erforderlich. Konsequenterweise bezieht sich das angelsächsische copyright auf die kommerziellen Verwertungsrechte eines Werks, während das kontinentaleuropäische Urheberrecht eng an die persönliche Stellung des Autors anknüpft.
Im deutschsprachigen Raum legte Johann Stephan Pütter bereits 1774 eine Theorie vor, nach der das geistige Eigentum eigenständige Züge hat und deshalb nach der Natur der Sache der Kauf eines Buches nicht zu dessen Nachdruck befugt. Er konnte sich jedoch damals nicht durchsetzen.

### Persönlichkeitsrecht des Autors
Ende des 18. Jahrhunderts entwickelte sich im Anschluss an Immanuel Kants Von der Unrechtmäßigkeit des Büchernachdrucks (1785) und Johann Gottlieb Fichtes Beweis der Unrechtmäßigkeit des Büchernachdrucks (1793) die Auffassung, dass bei geistigen Werken der materielle Gegenstand (Buch) und der verkörperte Inhalt (Werk) auseinanderfallen. Diese über das reine Vervielfältigungsrecht hinausgehende Ansicht fügte sich mit ihrem Schöpfungsbegriff gut in die Genieästhetik des späten 18. Jahrhunderts ein; 1778 wollte Johann Gottfried Herder jedes Buch als Abdruck einer lebendigen Menschenseele betrachten. So entstand die Theorie vom Urheberrecht als „Schutz der persönlichen Interessen des Urhebers“. Auch Georg Wilhelm Friedrich Hegel und Arthur Schopenhauer trugen im 19. Jahrhundert zur Entwicklung eines Immaterialgüterrechts des Autors bei. Die verschiedenen Theoriestränge führte Philipp Allfeld zur bis heute in Kontinentaleuropa vorherrschenden monistischen Theorie zusammen, nach der in einem einheitlichen Urheberrecht sowohl vermögensrechtliche wie persönlichkeitsrechtliche Aspekte „untrennbar miteinander verwoben“ sind.
Seit 1936 bediente sich der österreichische Oberste Gerichtshof einer philosophisch angehauchten Standardbegründung, der zufolge das „Erzeugnis des menschlichen Geistes dann eine eigentümliche geistige Schöpfung“ sei, „wenn es das Ergebnis schöpferischer Geistestätigkeit ist, das seine Eigenheit, die es von anderen Werken unterscheidet, aus der Persönlichkeit seines Schöpfers erfahren hat; diese Persönlichkeit muss in ihm so zum Ausdruck kommen, dass sie dem Werk den Stempel der Einmaligkeit und der Zugehörigkeit zu seinem Schöpfer aufprägt, also eine aus dem innersten Wesen des geistigen Schaffens fließende Formung vorliegt“ (1990).

## Die Schöpfungshöhe im deutschen Urheberrecht
Ein Werk im Sinne des § 2 Gesetz über Urheberrecht und verwandte Schutzrechte (UrhG) muss eine konkrete, „wahrnehmbare Formgestaltung“ aufweisen, also über eine Idee hinaus bereits so weit konkretisiert sein, dass es mit menschlichen Sinnen wahrnehmbar ist, und es muss sich nach § 2 Abs. 2 UrhG um eine „persönliche geistige Schöpfung“ handeln. Dieses Kriterium schließt einerseits Zufallsentstehungen, Fundstücke und von Tieren Produziertes aus, und es verlangt eine dem Schöpfer zuzurechnende Individualität des Werkes.

### Individualität
Diese Individualität bezieht sich nicht auf die Person, der das Werk zuzurechnen ist, sondern darauf, ob die Schöpfung individuelle Züge trägt. Besonders deutlich zeigt sich das Erfordernis der Individualität bei von einem anderen Werk abgeleiteten neuen Werken. Die Anforderungen an Bearbeitungen und Umgestaltungen nach § 23 UrhG, die nur mit Zustimmung des Rechteinhabers an der Vorlage veröffentlicht werden dürfen, liegt im „Verblassen der individuellen Züge“ der Vorlage gegenüber dem neuen Werk. Daraus ist zu entnehmen, dass die Anforderungen im deutschen Recht an Individualität und Schöpfungshöhe nicht zu gering sein dürfen, denn da sowohl Vorlage wie neues Werk selbständig Werke sein müssen, wäre bei nur geringen Anforderungen kaum ein Spielraum an Individualität zu erkennen, der verblassen könnte. Andererseits ist in der deutschen Rechtsprechung zum Urheberrecht seit jeher anerkannt, dass keine übermäßigen Hindernisse zum urheberrechtlichen Schutz aufgestellt werden dürfen. Auch die schon 1921 so genannte Kleine Münze des Urheberrechts ist geschützt.
Keine Bedeutung für den Werkcharakter einer Schöpfung und damit den urheberrechtlichen Schutz haben in Deutschland Aufwand und Kosten für deren Erstellung. Die rein handwerkliche Leistung, die jedermann mit durchschnittlichen Fähigkeiten ebenso zustande brächte, mag sie auch auf anerkennenswertem Fleiß und auf solidem Können beruhen, liege außerhalb der Schutzfähigkeit, betont die deutsche Rechtsprechung (so das Landgericht Berlin in einer Entscheidung zu Btx-Grafiken). In einer jüngeren Entscheidung des Oberlandesgerichts Hamburg zu Handylogos wird ebenfalls festgestellt, es komme nicht darauf an, ob die Herstellung der Logos aus einzelnen Bildpunkten („Pixel für Pixel“) möglicherweise zeitaufwendig war.

### Schöpfungshöhe seit 2013
Im Geburtstagszug-Urteil gab der Bundesgerichtshof seine bisherige Rechtsprechung auf. Die erforderliche Schöpfungshöhe ist nunmehr bei Werken erreicht, „die es nach Auffassung der für Kunst empfänglichen und mit Kunstanschauungen einigermaßen vertrauten Kreise [rechtfertigen], von einer künstlerischen Leistung zu sprechen.“ Und: „Darüber hinaus ist zu beachten, dass eine zwar Urheberrechtsschutz begründende, gleichwohl aber geringe Gestaltungshöhe zu einem entsprechend engen Schutzbereich des betreffenden Werkes führt.“ Damit ist zugleich eine Untergrenze für die Kleine Münze definiert worden. Die Entscheidung erging in einem Verfahren über die Abgrenzung zwischen angewandter und zweckfreier Kunst.
Vorbehaltlich weiterer Änderungen der Rechtslage in Feldern abseits der angewandten Kunst gelten bisherige Grundsätze weiterhin: Unproblematisch sind die Anforderungen bei bildender, zweckfreier Kunst, in der Musik und bei literarischen Werken. Hier gilt jeweils bereits die Kleine Münze als geschützt. Bei Musik sind nur Geräusche, einzelne Akkorde und einfache Tonleiterübungen vom Schutz nicht erfasst. In einem konkreten Einzelfall meinte jedoch das Landgericht München I, eine zweitaktige Tonfolge im Refrain eines Popsongs hebe sich nicht hinreichend in eigentümlicher Weise von allgemein geläufigen kompositorischen Mitteln und Grundsätzen bzw. von einem vorbekannten Formenschatz ab und werde nicht durch die Handschrift ihres Schöpfers geprägt. Ähnliche niedrige Kriterien werden auf bildende Kunst und Literatur angewendet. An Lichtbildwerke werden seit der EWG-Richtlinie zur Schutzdauer des Urheberrechts von 1993 und deren Umsetzung im UrhG 1995 ebenfalls nur geringe Anforderungen gestellt.
Besondere Kriterien und damit verbunden eine deutlich höhere Schwelle der Schöpfungshöhe legte die Rechtsprechung an Sprachwerke, die nicht literarischen Charakter haben, und technisch-wissenschaftliche Darstellungen an.

#### Sprachwerke nicht-literarischer Art
Anhand einer Entscheidung über eine Bedienungsanleitung hatte der Bundesgerichtshof die Kriterien entwickelt, nach denen Texte zu beurteilen sind, die „nicht als reine literarische Werke“ anzusehen sind. Er erhob hier erhöhte Anforderungen an die Schutzuntergrenze: Durchschnittliches, das „Handwerksmäßige, Alltägliche und Banale“ sollte nicht geschützt werden. Vielmehr sollte die Schwelle der Schöpfungshöhe erst beim „deutlichen Überragen der Gestaltungstätigkeit gegenüber der Durchschnittsgestaltung“ erreicht werden. Die Begründung stellte insbesondere darauf ab, dass bei Gebrauchstexten ein weiter Bereich an Formen jedermann zur Verfügung stehen müsse und nicht durch das Urheberrecht einem einzelnen Autor zugesprochen werden solle.

#### Technisch-wissenschaftliche Darstellungen
Darstellungen in Technik und Wissenschaft sind häufig stark durch Normen und Gewohnheiten festgelegt. Daher verbleibt nur ein geringer Gestaltungsspielraum des jeweiligen Gestalters. Wird dieser Spielraum nicht wahrgenommen, wie bei technischen Zeichnungen, die sich vollständig an Normen orientieren, so kommt ein urheberrechtlicher Schutz nicht in Betracht. Andererseits genügt wegen der eingeschränkten Möglichkeiten schon eine geringe Individualität, wie sie beispielsweise bei Explosionszeichnungen bereits in dem darzustellenden Objekt besonders angepasster Dreidimensionalität und Schattenwurf bestehen kann. Bei topografischen Landkarten, bei denen der Kartograf durch die Vorgaben der naturgetreuen kartografischen Darstellung der Erdoberfläche nur einen sehr engen Gestaltungsspielraum hat, wird vom Bundesgerichtshof in der Regel ein Werk angenommen und der Schutz gewährt, weil die Auswahl der abzubildenden Elemente, die Generalisierung in selbst geschaffene Kategorien und der Umgang mit den durch den Maßstab der Karte erforderlichen Abweichungen vom realen Zustand den Gestaltungsspielraum nutzen (Näheres siehe Rechte an Geoinformationen). Auch plastische Darstellungen, wie medizinische Modelle oder solche für den naturwissenschaftlichen Unterricht, werden als geschützt angesehen, wenn sie das rein Handwerkliche, Banale übersteigen.
Die Rechtsprechung schließt im Bereich der technisch-wissenschaftlichen Darstellungen und der wissenschaftlichen oder technischen Texte einen Schutz des Inhalts weitgehend aus und für den Urheberrechtsschutz kommt regelmäßig nur die Form und Art der Sammlung, Einteilung und Anordnung des Materials in Betracht. Zur Begründung wird auf das Interesse der Öffentlichkeit am freien wissenschaftlichen Gedankenaustausch und Informationsfluss abgestellt, das schwerer wiegt als bei anderen Formen der Kulturgüter. Wissenschaftliche und politische Gedanken müssten „Gegenstand der freien geistigen Auseinandersetzung“ sein und dürften „nicht auf dem Weg über das Urheberrecht monopolisiert“ werden. Außerdem sei es in der Wissenschaft stärker als in anderen Bereichen notwendig, fremde Gedanken zu verwerten. Zudem seien wissenschaftliche und technische Dokumente stark durch gebräuchliche Symbole, Formeln und sprachliche Ausdrücke geprägt, die jedermann zur Verfügung stehen müssten.

#### Besondere Fälle

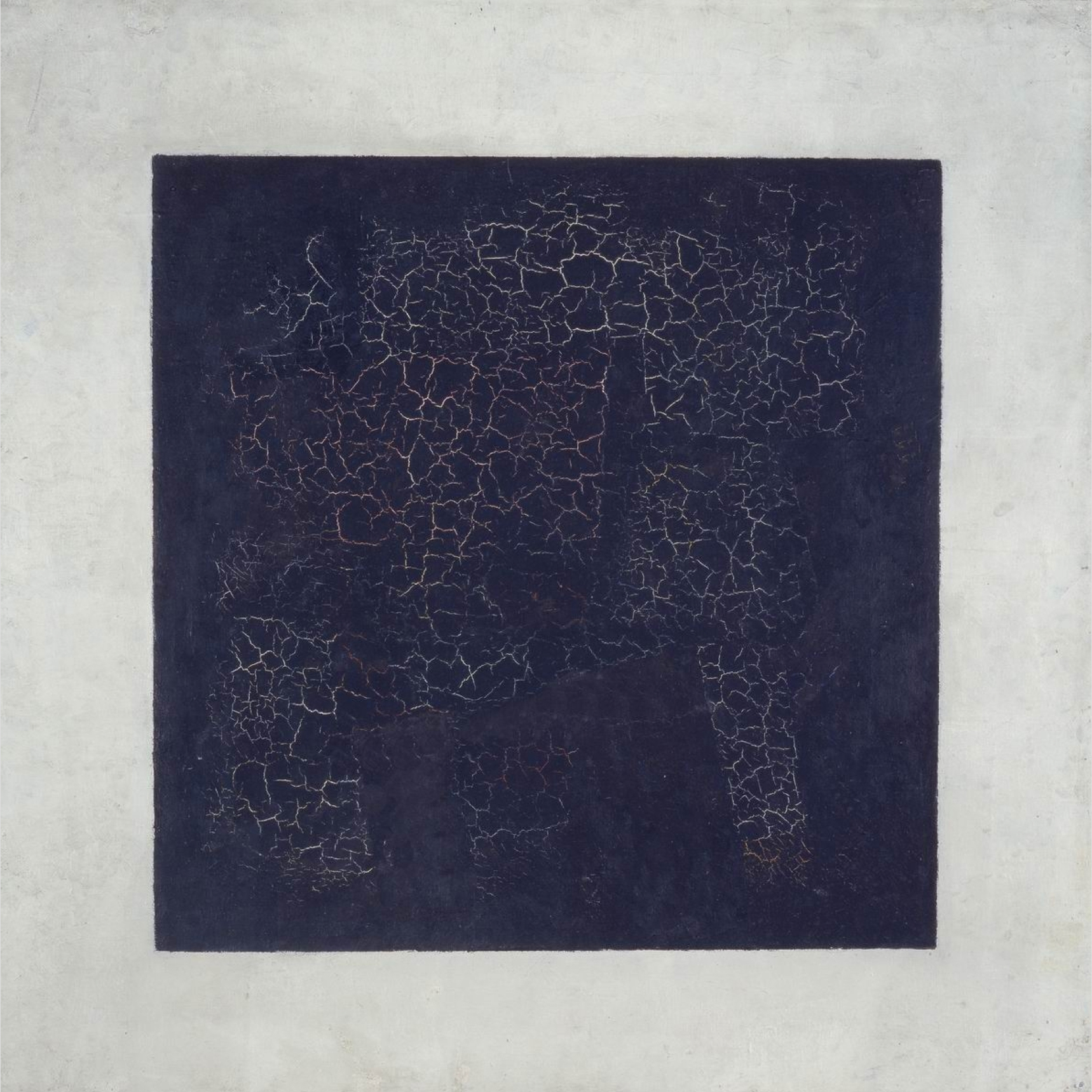
Das Schwarze Quadrat (1915) von Malewitsch

Während in der reinen bildenden Kunst (Bildhauerei, Malerei und Grafik) der Schutz der kleinen Münze und damit geringe Anforderungen anerkannt sind, werfen einzelne Kunstrichtungen der Moderne Probleme für den Urheberrechtler auf, etwa der Suprematismus von Kasimir Sewerinowitsch Malewitsch (dessen Werke allerdings in der Praxis inzwischen durch Fristablauf gemeinfrei sind). Das Dilemma der Urheberrechtler formuliert Loewenheim: Der Schutz des monochromen Bildes oder des leeren Blattes reicht nicht so weit, dass anderen die Herstellung gleicher Bilder oder Blätter, die in der Benutzung des gleichen Farbtons oder der Leere besteht, untersagt werden könnte; auf der anderen Seite muss der Künstler die Vervielfältigung und die Verbreitung seines Werkes, etwa durch den Verkauf von Postkarten, verhindern können. Vergleichbare Probleme stellen sich bei Ready Mades, bei denen ein Künstler vorgefundene Objekte auswählt und mit Bedeutung auflädt.
In der Architektur ist die Abgrenzung schwierig. Zwar ist für die Außenansicht von Bauwerken das Problem ihrer Abbildung durch Dritte durch die Panoramafreiheit weitgehend entschärft, aber immer wieder kommt es zu Streitigkeiten zwischen Bauherren, die urheberrechtlich geschützte Bauten verändern möchten, aber Ansprüchen des Architekten oder von dessen Erben gegenüberstehen. Auch Wohnhäuser können kunstschutzfähig sein, wenn und soweit sich in ihnen ein künstlerisches Schaffen in der Leistung des Architekten offenbart. Einer Reihenhausanlage hat das Landgericht Düsseldorf den Schutz verweigert, während das Landgericht Leipzig eine Toilettenanlage an Autobahnraststätten schutzwürdig befand. An sich sollen Werke der Baukunst aus der Masse des alltäglichen Schaffens herausragen, aber dass Gerichte Bauwerken die Eigenschaft als urheberrechtlich geschütztes Werk abgesprochen haben, ist eher selten. Daraus ergibt sich eine „Verunsicherung der Rechtsprechung […], die sich bei Werken der Baukunst in willkürlich wirkenden, keiner erkennbaren Systematik folgenden Entscheidungsgründen widerspiegelt“.
Im Bereich der angewandten Kunst, von der die Entwicklung der Schöpfungshöhe ihren Beginn nahm, werden nach der Änderung der Rechtsprechung von 2013 nur noch geringe Anforderungen an den Werkcharakter einer Leistung gestellt.

Das Logo der ARD erreichte 1986 nach einer Entscheidung des OLG Köln nicht die erforderliche Schöpfungshöhe und ist daher urheberrechtlich nicht geschützt.

Nur sehr einfache Firmenlogos dürften daher auch weiterhin urheberrechtlich nicht geschützt sein. Dies betrifft insbesondere Logos, die eine typografische Gestaltung in Form eines Schriftzugs aufweisen, die nur durch wenige einfache Gestaltungsmittel ergänzt wird. Die Rechtsprechung war beim Schutz von Logos traditionell zurückhaltend und hat den Schutz explizit verneint für die ARD-1.

SED-Emblem: laut LG Hamburg 2004 nicht urheberrechtlich geschützt, weil aus vorbekannten Motiven zusammengesetzt.

Da nur die individuelle Leistung des Einzelnen dem Urheberrecht zugänglich ist, wird bei der Kombination von etablierten und selbständig keinen Schutz genießenden Elementen auch weiterhin der urheberrechtliche Schutz nur in Betracht kommen, wenn in den verbindenden und hinzugefügten Teilen selbst ein künstlerischer Charakter erkannt werden kann. Das OLG Frankfurt hat folglich 2019 einem Logo aus dem Wort match mit einem vorangestellten doppelten Dreieck die Schöpfungshöhe abgesprochen, weil es sich lediglich um eine „Zusammenstellung vorbekannter Formenelemente zur Produktkennzeichnung“ handelte und „nicht über eine rein handwerkliche Tätigkeit hinausgeht“.

### Schutz unterhalb der Schöpfungshöhe
Auch wenn die Schwelle der Schöpfungshöhe nicht erreicht wird, kann sich ein Schutz aus verwandten Schutzrechten, den Leistungsschutzrechten, ergeben. Dies betrifft insbesondere Lichtbilder, die keine Lichtbildwerke sind. Für sie gilt nach § 72 UrhG nur eine verkürzte Schutzdauer. Alle Fotografien sind somit urheberrechtlich oder zumindest durch ein Leistungsschutzrecht geschützt.
Reproduktionsfotografien stellten einem Urteil des BGH aus dem Jahr 1989 zufolge urheberrechtlich lediglich eine Vervielfältigung der Vorlage und keine eigenschöpferische Bearbeitung dar, auch Leistungsschutzrechte nach § 72 UrhG seien nicht geltend zu machen. Neuere Rechtsprechung hingegen billigt beispielsweise fotografischen Reproduktionen von Gemälden ein Leistungsschutzrecht zu, aus dem Unterlassungsansprüche erwirkt werden können.
Außerhalb und neben dem Urheberrecht und den verwandten Schutzrechten stehen weitere Formen des gewerblichen Rechtsschutzes. Insbesondere ein eingetragenes Design kann dem Urheberrecht ähnliche Ansprüche entfalten. Die Abbildung eines nach dem Designgesetz geschützten Intercity-Express zu gewerblichen Zwecken wurde durch den Bundesgerichtshof als unzulässige Benutzung angesehen und auch nicht als Zitat zugelassen. Die olympischen Ringe und weitere Attribute der Olympischen Spiele unterliegen in vielen Staaten der Welt einem besonderen gesetzlichen Schutz, so in Deutschland dem Gesetz zum Schutz des olympischen Emblems und der olympischen Bezeichnungen.
Wenn keines der gewerblichen Schutzrechte gegeben ist, so etwa bei durch Zeitablauf gemeinfreien Werken oder Leistungen unterhalb der Schöpfungshöhe, auf die kein anderes Schutzrecht anwendbar ist, kommt – allerdings nur im gewerblichen Bereich – noch ein Schutz vor Leistungsübernahme aus unlauterem Wettbewerb in Betracht. Hierfür ist erforderlich, dass die übernommene Leistung eine „wettbewerbliche Eigenheit“ aufweist und besondere Umstände vorliegen, welche die Übernahme unlauter machen. Beispiele wären die unbefugte Verwendung von Vorlagen, Geheimnisverrat, Bestechung, die Ausbeutung eines fremden Rufs oder die Herkunftstäuschung.

### Entwicklung der Rechtsprechung
Der Begriff der Individualität als Voraussetzung für den urheberrechtlichen Schutz ließ Rechtswissenschaft und Rechtsprechung von Anfang an nach einer Definition suchen. Bereits 1921 war das Konzept der Kleinen Münze aufgekommen, nach dem nicht nur das große, allgemein anerkannte Werk schutzwürdig ist, sondern eben auch die kleine Münze der schöpferischen Kreativität. Besondere Probleme ergaben sich aus dem Verhältnis zwischen Urheberrecht und Geschmacksmusterrecht, da beide in der angewandten Kunst dieselben Schöpfungen betreffen konnten, aber unterschiedliche Voraussetzungen hatten. Als sich die Rechtsüberzeugung entwickelte, dass das Geschmacksmuster bei der angewandten Kunst das Urheberrecht in seinem Anwendungsbereich verdrängen würde, führte Eugen Ulmer 1959 erstmals den Begriff der Schöpfungshöhe „als quantitatives Element der Individualität“ ein.

#### Konzept der Stufen des Schutzes
Die Rechtsprechung entwickelte darauf aufbauend ein Konzept verschiedener gradueller Stufen:
- das handwerkliche Können eines Durchschnittsgestalters wurde nicht geschützt,
- das Geschmacksmusterrecht setzte eine mit „nicht zu geringem Abstand“ über den Durchschnitt hinausgehende Leistung voraus und
- erst wenn darüber hinaus ein „bedeutendes schöpferisches Überragen“ der durchschnittlichen Tätigkeit eines Gestalters vorlag und über den durch den Zweck gebotenen Entwurf ein „erheblicher ästhetischer Überschuss“ erreicht wurde, griff das Urheberrecht.

In einer Entscheidung vom 26. Januar 2005 referierte das Bundesverfassungsgericht (BVerfG) den damaligen Stand der Diskussion. Das vergleichsweise lange Zitat aus dem – als amtliches Werk gemeinfreien – Urteil soll einen Eindruck von der Argumentation der Urheberrechtler vermitteln:

Das Laufende Auge von Franz Zauleck

Ausgehend von der Definition des urheberrechtlichen Werkes als persönlicher geistiger Schöpfung (§ 2 Abs. 2 UrhG) verlangt der Bundesgerichtshof für das Vorliegen der Werkeigenschaft in ständiger Rechtsprechung ein gewisses Maß an Gestaltungshöhe (vgl. die Darstellungen von Loewenheim in: Schricker, Urheberrecht, 2. Auflage. 1999, § 2 Rn. 32 ff.; Dreyer in: Dreyer/Kotthoff/Meckel, Urheberrecht, 2004, § 2 Rn. 53 ff., der von „Schöpfungshöhe“ spricht). Für fast alle Werkarten setzt er dabei eine relativ niedrige Grenze an, so dass in der Regel schon Werke mit geringer Gestaltungshöhe (die sogenannte Kleine Münze) urheberrechtlichen Schutz genießen. Das gilt unter anderem auch für Werke der bildenden Kunst (vgl. BGH, GRUR 1995, S. 581 <582> – „Silberdistel“).
Anderes gilt nach der Judikatur des Bundesgerichtshofs hingegen im Bereich der angewandten Kunst, also bei Gebrauchsgegenständen mit künstlerischer Formgebung (so Nordemann/Vinck in: Fromm/Nordemann, Urheberrecht, 9. Auflage. 1998, § 2 Rn. 21; Loewenheim/Vogel §2 Rn. 7 in: Ulrich Loewenheim: Handbuch des Urheberrechts. Beck 2010, Rn. 156) und damit bei Werken, die nicht nur zur Betrachtung bestimmt sind, sondern zugleich einem Gebrauchszweck dienen (vgl. BGH vom 8. November 1989, GRUR 1990; so auch Nordemann/Vinck in: Fromm/Nordemann, Urheberrecht, 9. Auflage. 1998, § 2 Rn. 52; Schack, Urheber- und Urhebervertragsrecht, 2. Auflage. 2001 Rn. 202; Loewenheim/Vogel §2 Rn. 7 in: Ulrich Loewenheim: Handbuch des Urheberrechts. Beck 2010, Rn. 156). Hier stellt die Rechtsprechung höhere Anforderungen an die Gestaltungshöhe und verlangt für die Werkqualität und damit für den Urheberrechtsschutz ein deutliches Überragen der Durchschnittsgestaltung (vgl. BGH vom 8. November 1989, GRUR 1990, sowie BGHZ 138, 143 <147> – „Les-Paul-Gitarren“).
Begründet wird das mit der Möglichkeit des hier gegebenen Geschmacksmusterschutzes nach dem Geschmacksmustergesetz. Zwischen Urheber- und Geschmacksmusterrecht sieht der Bundesgerichtshof keinen Wesens-, sondern nur einen graduellen Unterschied (vgl. BGH, GRUR 1995, S. 581 <582> – „Silberdistel“; so auch Loewenheim/Vogel §2 Rn. 7 in: Ulrich Loewenheim: Handbuch des Urheberrechts. Beck 2010, Rn. 157; Eichmann/v. Falckenstein, Geschmacksmustergesetz, 2. Auflage. 1997, Allgemeines Rn. 19; Nirk/Kurtze, Geschmacksmustergesetz, 2. Auflage. 1997, Einführung Rn. 44 ff.). Da sich aber bereits eine geschmacksmusterfähige Gestaltung von der nicht geschützten Durchschnittsgestaltung, dem rein Handwerksmäßigen und Alltäglichen, abheben müsse, sei für die Urheberrechtsschutzfähigkeit ein noch weiterer Abstand zu fordern. Der Urheberrechtsschutz setze danach einen höheren schöpferischen Eigentümlichkeitsgrad voraus als nur geschmacksmusterfähige Gegenstände, wobei die Grenze nicht zu niedrig angesetzt werden dürfe (vgl. BGH vom 8. November 1989, GRUR 1990).
Die Literatur stützt diese Auffassung mit der Überlegung, dass der an sich einheitliche Werkbegriff des § 2 UrhG bei der angewandten Kunst durch den Geschmacksmusterschutz nach Maßgabe des Geschmacksmustergesetzes als lex specialis durchbrochen werde (Nordemann/Vinck in: Fromm/Nordemann, Urheberrecht, 9. Auflage. 1998, § 2 Rn. 21, 52) und die formellen Anforderungen des Geschmacksmustergesetzes – Anmeldung zur Eintragung und Zahlung der Anmeldegebühren – unterlaufen werden könnten, wenn Urheberrechtsschutz auch für die „Kleine Münze“ gewährt würde (vgl. Dreyer/Kotthoff/Meckel, Urheberrecht, 2004, § 2 Rn. 59). Im Übrigen gehe es bei Werken der angewandten Kunst darum, zu verhindern, dass nahe liegende Gestaltungselemente monopolisiert würden (vgl. Schack, Urheber- und Urhebervertragsrecht, 2. Auflage. 2001, Rn. 207).
Die Verfassungsbeschwerde betraf die Zeichnung eines auf zwei Beinen laufenden menschlichen Auges, die der Berliner Grafiker Franz Zauleck für das Design-Zentrum NRW geschaffen hatte. Landgericht (LG) und Oberlandesgericht hatten einen Schutz abgelehnt. Das Bundesverfassungsgericht wies die Beschwerde mit Hinweis auf den geschmacksmusterrechtlichen Unterbau im Bereich der angewandten Kunst zurück.

#### Kritik der unterschiedlichen Anforderungen an die Schöpfungshöhe
Die unterschiedliche Ansetzung der erforderlichen Schöpfungshöhe in verschiedenen Werkarten und insbesondere bei der angewandten Kunst durch die Rechtsprechung ist in der juristischen Literatur auf vielfältige Kritik gestoßen. Aufgrund des einheitlichen Werkbegriffs des Urheberrechts wurde die Forderung nach einem einheitlichen Werkcharakter und damit nach einheitlichen Anforderungen an die Individualität erhoben. Auch aus der europarechtlichen Rechtsetzung, wie sie in der Schutzdauerrichtlinie, der Datenbankrichtlinie 96/9/EG und der Urheberrichtlinie zu erkennen ist, ließe sich auf eine Tendenz zu einer einheitlichen und niedrigen Schutzschwelle schließen.
In der Literatur wurde spätestens seit den 1980er Jahren die Forderung nach einer Wandlung der Rechtsprechung erhoben. Gegen das Argument der Verdrängung des Urheberrechts durch das Geschmacksmusterrecht wurde mit Argumenten der Rechtsdogmatik eingewandt, dass der Gesetzgeber bei der Neufassung des Geschmacksmustergesetzes von 2003 ein „eigenständiges gewerbliches Schutzrecht schaffen [wollte], das nicht nur eine Ableitung eines bestehenden Schutzrechts darstellt. Insofern [sollte] durch die Umsetzung der Richtlinie der enge Bezug des Geschmacksmusterrechts zum Urheberrecht beseitigt [werden].“ Hieraus wurde geschlossen, dass die beiden Rechte nebeneinander stehen würden und keine Konkurrenz bestünde. Urheberrechtliches Werk und geschmackmusterrechtliche Leistung „unterscheiden sich […] nicht graduell, sondern qualitativ“. Dem wurde entgegen gehalten, dass die höchstrichterliche Rechtsprechung auch in seither ergangenen Entscheidungen ihre bisherige Praxis aufrechterhalten und diesen Aspekt der Gesetzesbegründung nicht aufgegriffen hatte.
Außerhalb der angewandten Kunst wurde vorgebracht, dass die Individualität als „Anforderung an den Werkcharakter für sich und ohne das zusätzliche Kriterium der Gestaltungshöhe stehen und die Abgrenzung zum Alltäglichen, routinemäßig Produzierten und dem Minimum an Eigenprägung leisten“ solle. Die Gestaltungshöhe könne dann auf das Feld beschränkt bleiben, aus dem sie ursprünglich stammt.
Allerdings wurde auch bei angewandter Kunst problematisiert, dass 97,5 % aller Designleistungen ungeschützt blieben, während bei der Fotografie alle Leistungen geschützt würden. Das entspräche nicht der Zielrichtung des Urheberrechtsgesetzes und der Tendenz der EU-Normsetzung.
Nachdem aber auch die Urheberrechtsrichtlinie und deren Novelle von 1993 weiterhin das Erfordernis der Individualität für den urheberrechtlichen Schutz aufrechterhielten, wurde in der juristischen Literatur ein neuer, einheitlicher Bezugspunkt für alle Werkarten gesucht. Vorgeschlagen wurde, an die Spielräume der jeweiligen Werkart anzuknüpfen: „Je größer also der Gestaltungsspielraum für das jeweilige Werk ausfällt, desto eher ist auch Urheberrechtsschutz zu bejahen.“
Demgegenüber stand eine Gegentendenz in Teilen der Literatur, welche die Kleine Münze aus dem Urheberrecht ganz entfernen und stattdessen dem Wettbewerbsrecht oder einem neu zu schaffenden allgemeinen Leistungsschutzrecht unterstellen wollte. Als Begründung wird angeführt, dass nicht ein Gesetz gleichermaßen für Weltliteratur und Kunst einerseits und Adressbücher und andere Gebrauchstexte zuständig sein solle und insbesondere letztere nicht den umfassenden Schutz von 70 Jahren nach dem Tod des Autors genießen sollten.

#### Änderung der Rechtsprechung 2013
Im November 2013 gab die deutsche Rechtsprechung die Unterscheidung bei der Schwelle für den urheberrechtlichen Schutz auf: Das inzwischen als Eingetragenes Design bezeichnete, ehemalige Geschmacksmuster verdrängt seit einer Neufassung 2004 das Urheberrecht nicht mehr, sondern steht neben diesem. Die unterschiedlichen Anforderungen: reine Abweichung von vorherigen Entwürfen im Design und ein künstlerischer Überschuss in Form der Individualität beim Urheberrecht werden jedoch anerkannt und bestätigt. Der Bundesgerichtshof hat damit seine bisherige Rechtsprechung ausdrücklich revidiert. Andererseits wies der BGH die Annahme zurück, aus dem Urheberrecht oder Europarecht ergäbe sich ein einheitlicher Werkbegriff über alle Werkarten. Das Urteil bezieht sich also nur auf die Stellung des Urheberrechts zum geschützten Design im Bereich der angewandten Kunst. Ob sich die Einordnung der Schöpfungshöhe in anderen Werkarten aufgrund dieser Entscheidung ebenfalls ändert, muss die Rechtsprechung erst in der kommenden Zeit konkretisieren.
Die Entscheidung stieß in der Literatur auf große Skepsis. Die Abgrenzung nach unten sei weiterhin erforderlich, der Begriff Kunst sei dafür aber prinzipiell ungeeignet. Sie ist rechtlich nicht definierbar und das gelte auch, wenn man auf einen „für Kunst empfänglichen und mit Kunstanschauungen einigermaßen vertrauten Kreis“ verweise.
Dem Urteil wird weiter vorgeworfen, dass es die Folgen nicht bedenke und zu großer Unsicherheit führe. Insbesondere bestehe die Gefahr, „dass jede Art von noch so banaler Gebrauchskunst potenziell Urheberrechtsschutz erfährt“. Der BGH habe dies zwar gesehen und wolle dieser Gefahr auf der Rechtsfolgenseite dadurch begegnen, dass der Schutzumfang einschränkt wird; dies sei aber unzureichend, weil der Schutz der „winzigen Münze“ angesichts der weitreichenden Rechtsfolgen der Schutzgewährung kaum zu rechtfertigen sei.
Der letztgenannte Gedanke wird in noch stärkerer Form aufgegriffen, wenn die Entscheidung in der GRUR-Prax als „wenig hilfreich“ bezeichnet wird. Sie begünstigte „die Inflationierung von Urheberrechten ausgerechnet im Grenzbereich der kleinen Münze“, also in dem Bereich, wo die Abgrenzung wegen der großen Folgen besonders wichtig sei. Der BGH verkenne dabei das Verhältnis zwischen Urheberrecht und Designrecht.

„Es ist deshalb gerade nicht gerechtfertigt, unter Hinweis darauf, der Geschmacksmusterschutz sei nach dem Willen des Gesetzgebers nicht mehr bloß ein Minus zum Urheberrecht, Designleistungen nach den Maßstäben des Urheberrechts zu schützen, im Gegenteil. Designleistungen sind nach dem Geschmacksmustergesetz geschützt, das nicht unter, sondern eigenständig neben dem Urheberrecht steht. Dies schließt in Einzelfällen eine Doppelqualifikation nicht aus, erfordert aber mitnichten eine Gleichbehandlung mit Werken der freien Künste, die im Anwendungsbereich der kleinen Münze, anders als Designleistungen, schutzlos wären.“

Gerade diese Doppelqualifikation als kumulierende Schutzrechte wird als besondere Schwäche der Entscheidung angesehen: „Gleichzeitig Geschmacksmuster und Urheberrechte für das gleiche Design zu vergeben, führt zu albtraumhaften Zuständen im Hinblick auf die Rechtssicherheit.“ Für die zukünftige Rechtsprechung sei die Entscheidung des BGH so zu verstehen, dass „eine bloß gestalterische Leistung im Sinne der industriellen Formgebung“ für den Urheberschutz nicht ausreiche, auch wenn sie gelungen wirke. „Die Designleistung lässt sich also von der künstlerischen Leistung gerade nicht nach Maßgabe bloß technischer (Gestaltungs-)Merkmale abgrenzen.“
Auch Jahre nach der Grundsatz-Entscheidung des Bundesgerichtshofs sind die genauen Auswirkungen auf die Schwelle zum Erreichen der Schöpfungshöhe in den Rechtswissenschaften umstritten. In der Rechtsprechung wurde zwar mehrfach auf das Urteil des BGH Bezug genommen, es wurde jedoch nicht für die konkrete Beurteilung der Schutzfähigkeit von Darstellungen angewandter Kunst herangezogen. Eine Anfang 2017 zur Problematik veröffentlichte Dissertation kam zu dem Schluss, dass die These, durch die Abkehr von der Stufentheorie sei die Schwelle zum Erreichen der Schöpfungshöhe gesunken, zurückzuweisen sei, und „die Schutzschwelle sogar höher liegen [könnte] als bisher“.
In einer im Februar 2025 ergangenen Entscheidung des Bundesgerichtshofs zur urheberrechtlichen Schutzfähigkeit von Birkenstock-Sandalen führte der Senat aus, für einen solchen Schutz sei "eine nicht zu geringe Gestaltungshöhe zu fordern". Der bestehende Gestaltungsspielraum müsse einem Maße künstlerisch ausgeschöpft worden, der Individualität erkennen lasse; rein handwerkliches Schaffen unter Verwendung formaler Gestaltungselemente reiche nicht aus.

### Theorie und Praxis in der Rechtsprechung
Eine umfassende Analyse der Rechtsprechung deutscher Gerichte zu Schöpfungshöhe und Kleiner Münze seit 1879 lässt jedoch darauf schließen, dass die in der Rechtsprechung entwickelten und in den Urteilsbegründungen wieder und wieder genannten Kriterien für die Abgrenzung urheberrechtlicher Werke von nicht-schutzfähigen Leistungen von den Gerichten zwar angeführt werden, nicht aber die Grundlage ihrer Entscheidungen bilden. Urheberrechtsprofessor Marcel Bisges kommt in seiner Auswertung vielmehr zum Schluss, dass die deutschen Gerichte entgegen dem Gesetz und ihren eigenen Begründungen nahezu ausschließlich nach wirtschaftlichen Erwägungen entscheiden. Die Werkeigenschaft wird immer dann bejaht, wenn ein hoher Herstellungsaufwand, ein hoher wirtschaftlicher Wert oder ein prominenter Urheber gegeben sind. Weitere Faktoren spielen keine statistisch signifikante Rolle.
Besonders hebt er eine Teilgruppe der von ihm untersuchten Urteile hervor: In seiner Studie sind 15 Urteile enthalten, die sich mit dem urheberrechtlichen Schutz von Möbeln befassen. In 14 Fällen waren die Möbel, deren Schutz umstritten war, von prominenten Designern entworfen worden, nur ein Büromöbelsystem stammte von einem anonymen Entwicklungsteam eines Möbelherstellers. Die Urteile spiegeln direkt die Prominenz der Designer wider, denn den 14 Entwürfen der namhaften Urheber wurde die Werkqualität und damit der Schutz von den verschiedensten Gerichten zugesprochen, nur dem unbekannten Entwicklungsteam wurde er versagt.
Bisges kommt zum Ergebnis, dass die gesamte deutsche Rechtsprechung zur Schöpfungshöhe in Wahrheit auf anderen als den in den Urteilsbegründungen genannten Entscheidungsgründen beruht. Nicht Kreativität oder künstlerischer Wert einer Leistung, sondern nur die mit ihr verbundenen wirtschaftlichen Aspekte sind ausschlaggebend, sie werden aber in den Urteilen nie als Begründung genannt, da eine solche Abwägung vollkommen von der gesetzlichen Regelung abweicht. Bisges stellt fest: „[J]edes Urteil, welches in Wahrheit auf anderen als den in seiner Begründung mitgeteilten Gründen beruht, [ist] schon alleine deswegen verfassungswidrig und damit rechtswidrig.“

## Entsprechende Regelungen außerhalb Deutschlands
Auch wenn der Begriff Schöpfungshöhe überwiegend in Deutschland gebräuchlich ist, gelten die Ausführungen zum Werkcharakter und zur Schwelle der Individualität und Originalität zwischen als Werk geschützten Schöpfungen und nicht vom Urheberrecht erfassten Leistungen im Wesentlichen auch für andere Staaten. Das Recht von Österreich und der Schweiz ist hier dem deutschen Urheberrecht in weiten Teilen ähnlich.

### Österreich
Auch in Österreich wird die Schöpfungshöhe als untere Abgrenzung von urheberrechtlich geschützten Werken angewendet. Allerdings werden die Anforderungen über alle Werkarten hinweg einheitlich angesetzt. Der Oberste Gerichtshof beschrieb den Grundsatz, als er 2001 zum Schutz einer Website ausführte:
Schutzvoraussetzung ist aber, dass die Leistung individuell eigenartig ist: Sie muss sich vom Alltäglichen, Landläufigen, üblicherweise Hervorgebrachten abheben. Beim Werkschaffenden müssen persönliche Züge – insbesondere durch die visuelle Gestaltung und durch die gedankliche Bearbeitung – zur Geltung kommen (ecolex 1995, 910 = MR 1996, 107 = ÖBl 1996, 56 = WBl 1995, 514 – Pfeildarstellung mwN).
Eine Gebrauchsgrafik ist daher nur dann urheberrechtlich geschützt, wenn sie in diesem Sinn individuell und originell ist (MR 1996, 241 [Walter] = ÖBl 1996, 292 – Hier wohnt mwN). Das gilt auch für das Layout einer Website: Sein urheberrechtlicher Schutz setzt voraus, dass es sich um eine individuelle Schöpfung handelt.
Nicht geschützt ist eine rein handwerkliche, routinemäßige Leistung, die sich im Rahmen des Alltäglichen und Üblichen bewegt, weil sie sich (zum Beispiel) auf die Standardlayouts der Erstellungssoftware beschränkt und keine individuellen Gestaltungselemente einsetzt.
Ursprünglich differenzierte auch die österreichische Rechtsprechung den Maßstab für die zum Schutz nötige Werkhöhe wie in Deutschland nach dem Gebrauchszweck, jedoch verwarf der OGH diese Rechtsprechung im Laufe der 1980er Jahre und seit Anfang der 1990er Jahre gilt eine einheitliche Anforderung für die Werkhöhe unabhängig vom Gebrauchszweck:

„Welchem Zweck das Werk dient, ist ohne Bedeutung; auch ein bloßer Gebrauchszweck schadet nicht. Maßgebend ist allein die Beschaffenheit des Werks (ÖBl 1997, 38 – Buchstützen). Dass unter „Werken der bildenden Künste“ im Sinn des § 3 Abs 1 UrhG grundsätzlich auch solche fallen können, deren Ausdrucksmittel die Grafik – und sei es auch nur die sogenannte „Gebrauchsgraphik“ – ist, wird von Lehre und Rechtsprechung einhellig bejaht (ÖBl 1992, 181 – Kalians-Lindwurm; RIS-Justiz RS0076187; Kucsko, Geistiges Eigentum 1108). An ihren Werkcharakter sind keine höheren Anforderungen zu stellen, als an den anderer Werkarten“

Als Anforderung für den urheberrechtlichen Schutz wird jetzt vorausgesetzt, dass ein Werk objektiv als Kunst identifiziert werden kann und sich von anderen Werken ausreichend unterscheidet.

### Schweiz
Auch in der Schweiz gibt es eine Schwelle, die Werke für einen urheberrechtlichen Schutz überschreiten müssen. Das Bundesgesetz über das Urheberrecht und verwandte Schutzrechte definiert in Art. 2:

„Werke sind, unabhängig von ihrem Wert oder Zweck, geistige Schöpfungen der Literatur und Kunst, die individuellen Charakter haben.“

Seit 2020 werden fotografische Wiedergaben von dreidimensionalen Objekten als Werke definiert, „auch wenn sie keinen individuellen Charakter haben“. Die Schutzfrist für solche Wiedergaben dreidimensionaler Objekte beträgt jedoch, abweichend von der Schutzfrist für Werke mit individuellem Charakter (70 Jahre nach dem Tode des Urhebers), nur 50 Jahre nach ihrer Herstellung, „wenn die Wiedergaben keinen individuellen Charakter haben“.
Damit ist die Untergrenze für alle Werkarten einheitlich angesetzt. Allerdings sind die Auswirkungen des Unterschreitens der Schwelle in der Schweiz deshalb von größerer Bedeutung als in Deutschland oder Österreich, weil es in der Schweiz keine Leistungsschutzrechte für wissenschaftliche Editionen, nachgelassene Werke oder Datenbanken gibt. Eine Leistung aus diesen Bereichen, die nicht als Werk anerkannt wird, ist also unmittelbar gemeinfrei.

### Luxemburg
Luxemburg hat eine relativ niedrige Schwelle für die Schöpfungshöhe und orientiert sich hierbei an der Schöpfungshöhe Belgiens, der Niederlande oder Frankreichs. Es wird auch nicht zwischen den Bestimmungen der Werke unterschieden. So ist die Angewandte Kunst für die Industrie explizit gesetzlich erwähnt.

### Großbritannien, USA und Kanada
In Großbritannien und Kanada geht die herrschende Meinung von der Doktrin des Sweat of the brow aus, die ein Urheberrecht schon durch den reinen Einsatz von Zeit und Aufwand beim Erstellen einer Arbeit einräumt. Mit einem Zitat von Richter J. Peterson aus der Entscheidung University of London Press v. University Tutorial Press von 1916 heißt es: „Was es wert ist, kopiert zu werden, […] ist es auch wert, geschützt zu werden.“ Diese Rechtsprechung geht zurück auf die Entscheidung Walter v. Lane. von 1900, in der einem Journalisten das Copyright an seinen wörtlichen Mitschriften von Reden eines Politikers zugesprochen wurde. Auch nachdem der Copyright Act von 1911 erstmals originality als Anforderung definierte, änderten die Gerichte ihre Interpretation nicht, die Entscheidung von 1900 wird weiterhin regelmäßig zitiert.
Im Recht der Vereinigten Staaten spricht man vom Fehlen der Originalität (lack of originality), das ein Copyright ausschließt. Die Auffassung, dass ein gewisses Maß an Originalität (modicum of originality) notwendig ist, hat der Supreme Court 1991 in seiner Entscheidung Feist Publications, Inc., v. Rural Telephone Service Co., Inc. (499 US 340) entwickelt und damit die bisherige Anwendung der sweat of the brow-These in den USA für die Zukunft zurückgewiesen. Dabei argumentierte das Gericht mit der Verfassung der Vereinigten Staaten, dass das Copyright laut Article I Section 8 der Verfassung „der Förderung des Fortschritts von Wissenschaft und nützlichen Künsten“ diene und daher Ideen und Informationen nicht geschützt würden. Die Entscheidung wird in der Literatur als Meilenstein in der Interpretation des Begriffs originality aufgefasst. Demnach setzt die Identifikation eines Authors voraus, dass im Werk Kreativität angewendet wird. Die Zusammenstellung von Informationen ohne eigenständigen Beitrag – wie im entschiedenen Fall in einem Telefonbuch – genießt demnach keinen Schutz durch das Copyright.
Die kanadische Rechtsprechung machte einen Wandel durch. Ursprünglich in britischer Tradition entschied das Federal Court of Appeal 1998 in Tele-Direct entsprechend der Argumentation aus den USA in Feist und verneinte den urheberrechtlichen Schutz eines Telefonbuchs. 2002 schrieb dasselbe Gericht in CCH Canadian v. Law Sociey of Upper Canada jedoch, dass

“the crucial requirement for a finding of originality is that the work be more than a mere copy”

„die entscheidende Anforderung um Originalität festzustellen ist, dass das Werk mehr ist als eine bloße Kopie“

und kehrte zur britischen Tradition zurück. Dies gilt seitdem als etablierter Grundsatz.

### Indien
In Indien folgten ältere Entscheidungen zur Schöpfungshöhe dem Sweat of the Brow-Prinzip, wie es in Großbritannien angewandt wird. Neuere Entscheidungen indischer Gerichte wie der Delhi High Court im Jahr 2014 und das Oberste Gericht verneinten allerdings den Schutz, wie er im Sweat of the Brow garantiert wurde. Stattdessen wurden Elemente des Modicum of Creativity, des US-amerikanischen Ansatzes, beziehungsweise der Skill and Judgment Test, wie er in Kanada gehandhabt wird, angewandt. Eine gesetzliche Definition oder ein Grundsatzurteil existieren bisher nicht (Stand: 08/2015).